# 法方

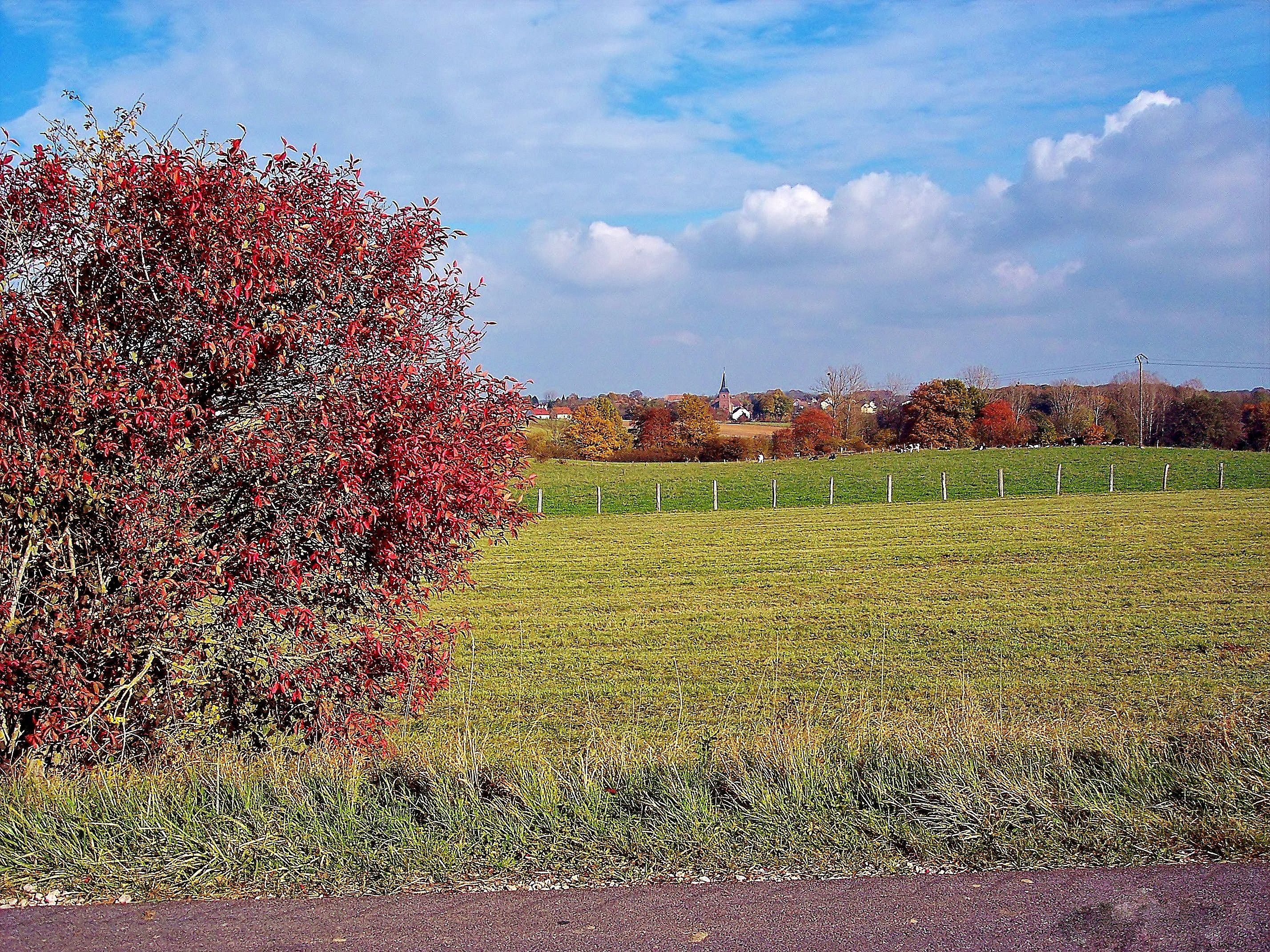
远望法方

法方（法語：Phaffans，法語發音：[fafɑ̃]）是法国勃艮第-弗朗什-孔泰大区贝尔福地区省的一个市镇，位于该省中北部，属于贝尔福区。

## 地理
法方（47°39'37"N, 6°56'4"E）面积3.24 平方千米，位于法国勃艮第-弗朗什-孔泰大區贝尔福地区省，该省份为法国东北部内陆省份，东临上莱茵省，北起孚日省，西接上索恩省，南与杜省和瑞士接壤。
与法方接壤的市镇（或旧市镇、城区）包括：默农库尔、贝松库尔、代内、埃格尼格、方丹、弗赖、拉科隆日、罗普。
法方的时区为UTC+01:00、UTC+02:00（夏令时）。

## 规划

### 形态
法方是一个乡村居民点，它是法国国家统计与经济研究所人口密度指数最低的居民点之一。
法方是贝尔福地区的市镇功能区之一，它甚至是一个顶级功能区。该地区一共有91个村镇，其总人数少于20万人。

### 土地使用

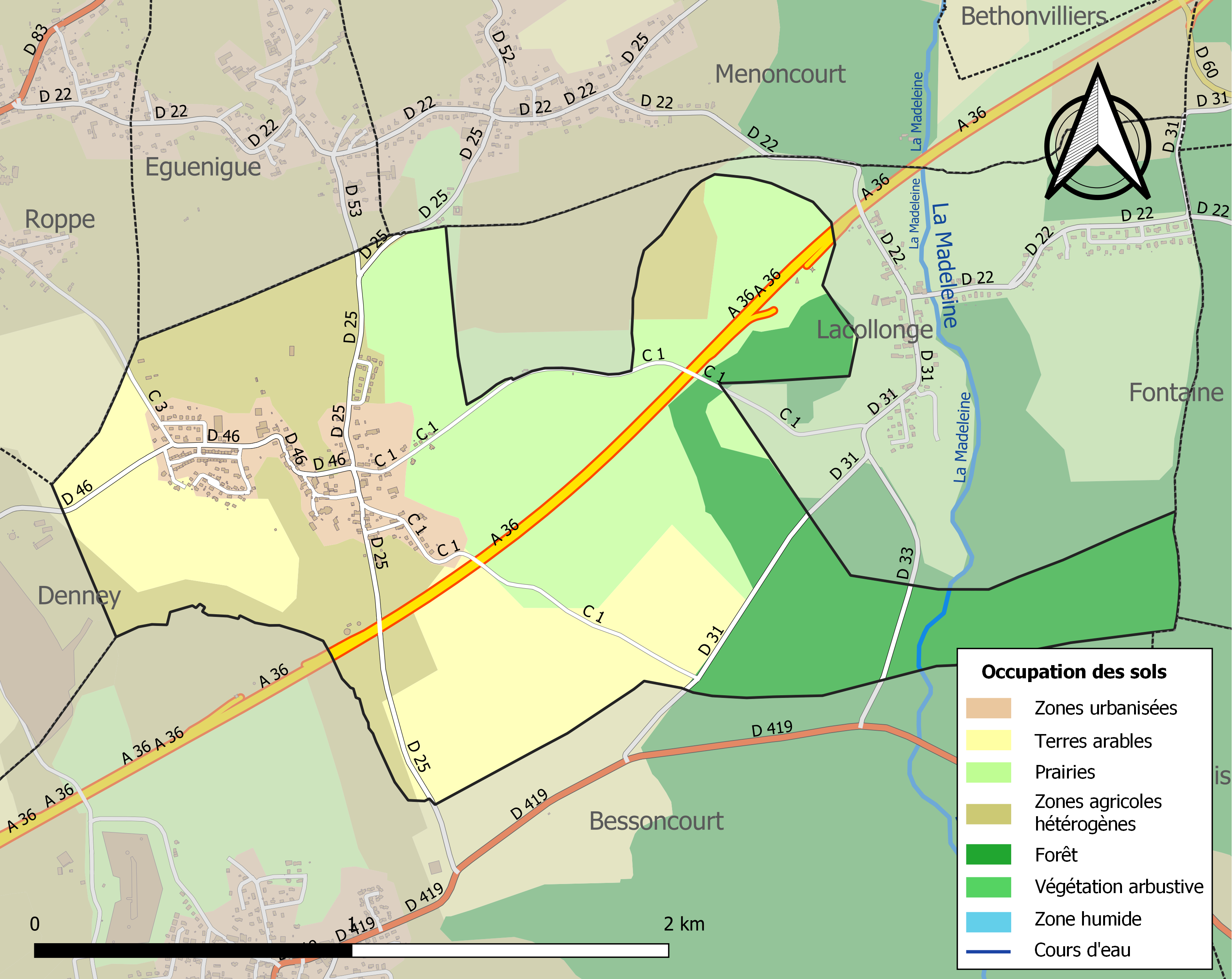
2018年村境内土地使用和基础建设图

根据欧洲生物物理土地使用数据库数据2018年法方70.7%的土地是农业用地，这个数据与1990年相比（71.1%）基本上没有改变。其中草地牧场占27.1%、耕地占23.3%、森林占20.3%、建筑面积占8.3%。
国家地理林业信息研究所提供一个可以比较各地土地使用随时间变化的网页。通过历史地图（比如18世纪的卡西尼地图）以及1820年到1866年间的地图）以及航拍照片（从1950年至今）可以看到不同时期的变化。

## 历史
792年在查理曼统治时期米尔巴克修道院获得了今天法方所在的地方，他们在当地建筑茅棚和小屋，并设立了罗普的市场。
当地的传说说法方是鲁日蒙堡领主创建的。他在当时当地覆盖大部分面积的森林里打猎一天，结果迷路，最后他看到一个当地的野兽去饮水的泉水，这个泉水救了他的命。今天村内还有这个泉水，它的名字叫Tierbrunn（德语：动物泉）。
为了感谢他的拯救，他在泉附近建造了一座小教堂，随时间有人在当地定居，小教堂成为当地居民礼拜的地方。1700年到1728年间小教堂被一座教堂取代。这座教堂成为附近6个村庄的中心：法方、代内、罗普、埃格尼格、默农库尔和拉科隆日。今天这6个村组成一个行政管理联盟。
1701年设立法方牧区，1770年到1798年马克-安托万·贝多莱在这里任牧师，后来他成为上莱茵省和亚琛的主教。法方这个名字来源于德语的Pfeffingen，其中Pfeff的意思是牧师的意思，整个名字就是牧师家的意思。
从17世纪开始法方及其附近村庄地区就开始开采铁矿，这些矿石是晚侏罗世形成的。采到的矿石被运送到贝尔福和马斯沃的熔炉炼成铁。这些矿石的含铁量高达30到40%，其开采量达到每月72立方米。1785年的大水迫使开采停止。19世纪里人们尝试使用蒸汽机开采矿石，但是他们无法与价格更便宜的洛林的铁竞争。
法方教堂因其建筑、17世纪遗留下来的壁画、雕像和名师建造的管风琴被列入法国历史古迹附加清单。
法方位于勃艮第和阿尔萨斯的门户地区，在历史上不断有不同交战军队通过。1815年奥地利军队经过法方时的破坏最严重，村上当时64座建筑物里60座被焚毁。
1870年普法戰爭中炮弹击中教堂钟楼，其破坏今天依然可见。普鲁士军把该钟楼作为观察对方军队行动的遥望点使用，因此钟楼成为法军的主要射击目标。

## 徽章

法方的徽章

徽章下半部在绿色的底上左边有一黑色的牧羊人，手中持红色牧羊棒，右侧有三只银色的羊，其中一只在饮水。上方有两个蓝色水中的水磨磨轮。分隔图像的边缘是蓝色的。

## 行政
法方的邮政编码为90150，INSEE市镇编码为90080。

## 政治
法方所属的省级选区为格朗维拉尔县。
从2017年开始法方属于大贝尔福城市圈公共社区的一部分。

## 人口

1962-2008年间法方人口变化图示

法方于2022年1月1日时的人口数量为429人。

## 经济
法方是一个乡村居民点，过去这里曾经有一座铁矿、一个铸钟厂，以及在罗普以北沿溪有几座水磨房。
今天村上仅存3个农业企业（1940年还有18个），它主要是一个住宅村。

## 书籍
- 《Une seigneurie du Pays Belfortain, la "Paroisse de Phaffans" au XVIIIe siècle》，Dominique Varry，Société belfortaine d'émulation 76号通讯集，1984年